# Sainte-Opportune
Sainte-Opportune is een gemeente in het Franse departement Orne (regio Normandië) en telt 212 inwoners (2004). De plaats maakt deel uit van het arrondissement Argentan.

## Geografie
De oppervlakte van Sainte-Opportune bedraagt 8,5 km², de bevolkingsdichtheid is 24,9 inwoners per km².
De onderstaande kaart toont de ligging van Sainte-Opportune met de belangrijkste infrastructuur en aangrenzende gemeenten.

## Demografie
Onderstaande figuur toont het verloop van het inwonertal (bron: INSEE-tellingen).